# ウーベ・バイン
ウーベ・バイン（Uwe Bein、1960年9月26日-）は、ドイツ・ヘッセン州出身の元サッカー選手。ポジションはMF（攻撃的MF）。ドイツ語の発音では「ウーヴェ・バイン」に近い。

## 経歴
1980年代中盤から1990年代初頭のドイツを代表する攻撃的MFの一人。柔らかいボールタッチから相手DFの裏を付く鋭いスルーパスを繰り出す事が持ち味であった。
1978年、下部リーグのキッカーズ・オッフェンバッハでプロデビューを飾り選手としてのキャリアをスタートさせるとドイツ・ブンデスリーガの1.FCケルン、ハンブルガーSV、アイントラハト・フランクフルト等の強豪クラブを渡り歩いた。ブンデスリーガでは300試合に出場、91ゴールを決めている、またフランクフルト所属時の1990-91シーズンは15アシスト、1991-92シーズンは16アシスト、1992-93シーズンは17アシストと、3シーズン連続ブンデスリーガ最多アシストを記録しただけでなく、キッカー誌の選ぶ年間ベストイレブンに4シーズン連続で選出された。この間、1990年のワールドカップ後にはACFフィオレンティーナからオファーを受けたが、移籍はしなかった。
フランツ・ベッケンバウアーから移籍の話を持ちかけられ、1994年からギド・ブッフバルトと共に日本の浦和レッドダイヤモンズへ移籍。Jリーグ初ゴール(この時2ゴールを決めている。)は11月2日、セカンドステージ第17節の横浜フリューゲルス戦。この年は、外国人枠の関係もあり、10試合出場に留まったが、翌1995年は4月12日の横浜マリノス戦で2ゴールを決めるなど、38試合に出場18ゴールを決めて、浦和の上位進出に貢献した。特にエースストライカー福田正博とのコンビは絶妙で、彼がこのシーズンに得点王を獲得できたのは、バインの正確なキックから放たれたスルーパスによるところが大きかった。1996年、既に退団が決まっていた中、リーグ最終節の横浜フリューゲルス戦に出場してゴールを決めた。その後も天皇杯では4回戦のセレッソ大阪戦、準々決勝のベルマーレ平塚選でそれぞれ1ゴールを決めたが、準決勝でヴェルディ川崎に敗れて決勝進出を逃し、その試合を最後に帰国した。Jリーグのリーグ戦では通算68試合25ゴールの成績を残した。
浦和を退団後は、ドイツ5部リーグでプレーした。

## 代表歴
1989年10月4日ワールドカップ・イタリア大会予選、フィンランド戦で代表デビューを果たし、1990年のワールドカップ・イタリア大会に出場、4試合出場1得点(1次リーグ第2戦のUAE戦で得点)の活躍で、西ドイツの3度目の世界制覇に貢献した。その後、代表からは外れるが、所属するフランクフルトにおける好パフォーマンスもあって1993年に再び代表に招集された。しかし、監督のベルティ・フォクツの信頼を勝ち取ることは出来ず、1993年9月22日チュニジア戦を最後に代表を外れ、1994年のワールドカップ・アメリカ大会のメンバーからは落選した。西ドイツ代表/ドイツ代表では17試合3得点の成績を残した。

## 引退後
現役を退いた後は、2005年からはブンデスリーガ2部に昇格した古巣キッカーズ・オッフェンバッハのマネージャーとなっている。一方で、自らサッカースクールを創設してサッカー選手育成に尽力している。

## 個人成績
| 国内大会個人成績 | 国内大会個人成績 | 国内大会個人成績 | 国内大会個人成績 | 国内大会個人成績 | 国内大会個人成績 | 国内大会個人成績 | 国内大会個人成績 | 国内大会個人成績 | 国内大会個人成績 | 国内大会個人成績 | 国内大会個人成績 |
| 年度             | クラブ           | 背番号           | リーグ           | リーグ戦         | リーグ戦         | リーグ杯         | リーグ杯         | オープン杯       | オープン杯       | 期間通算         | 期間通算         |
| 年度             | クラブ           | 背番号           | リーグ           | 出場             | 得点             | 出場             | 得点             | 出場             | 得点             | 出場             | 得点             |
| 日本             | 日本             | 日本             | 日本             | リーグ戦         | リーグ戦         | リーグ杯         | リーグ杯         | 天皇杯           | 天皇杯           | 期間通算         | 期間通算         |
| ---------------- | ---------------- | ---------------- | ---------------- | ---------------- | ---------------- | ---------------- | ---------------- | ---------------- | ---------------- | ---------------- | ---------------- |
| 1994             | 浦和             | -                | J                | 10               | 2                | 2                | 0                | 0                | 0                | 12               | 2                |
| 1995             | 浦和             | -                | J                | 38               | 18               | -                | -                | 3                | 2                | 41               | 20               |
| 1996             | 浦和             | -                | J                | 20               | 5                | 7                | 1                | 4                | 2                | 31               | 8                |
| 通算             | 日本             | 日本             | J                | 68               | 25               | 9                | 1                | 8                | 4                | 84               | 30               |
| 総通算           | 総通算           | 総通算           | 総通算           | 68               | 25               | 9                | 1                | 8                | 4                | 84               | 30               |

## 代表歴

### 試合数
- 国際Aマッチ 17試合 3得点（1989年-1993年）[12]

| ドイツ代表 | 国際Aマッチ | 国際Aマッチ |
| 年         | 出場        | 得点        |
| ---------- | ----------- | ----------- |
| 1989       | 2           | 0           |
| 1990       | 10          | 3           |
| 1991       | 1           | 0           |
| 1992       | 1           | 0           |
| 1993       | 3           | 0           |
| 通算       | 17          | 3           |

## タイトル
ドイツ代表
- FIFAワールドカップ：1回（1990）

個人
- キッカー誌ブンデスリーガチームオブザシーズン：4回（1989-90、1990-91、1991-92、1992-93）
- ブンデスリーガアシスト王：3回（1990-91、1991-92、1992-93）